# Anchovia
Anchovia es un género de peces de la familia Engraulidae, del orden Clupeiformes. Este género marino fue descrito por primera vez en 1895 por David Starr Jordan y Barton Warren Evermann.

## Especies
Especies reconocidas del género:
- Anchovia clupeoides (Swainson, 1839)
- Anchovia macrolepidota (Kner, 1863)
- Anchovia surinamensis (Bleeker, 1865)